# Doľany (Bratislava)
Doľany (in ungherese Ottóvölgy, in tedesco Ottenthal) è un comune della Slovacchia facente parte del distretto di Pezinok, nella regione di Bratislava.